# Ich liebe euch!
Ich liebe euch! (Originaltitel J’ai deux amours) ist eine französische Miniserie aus dem Jahr 2018. Die drei Episoden wurden alle am 22. März auf Arte erstmals ausgestrahlt. Die Idee zur Serie stammt von Clément Michel, der auch bei den Folgen Regie führte, die Drehbücher verfassten Olivier Joyard und Jérôme Larcher. Sie handelt von dem Arzt Hector, der mit seinem Lebensgefährten Jérémie ein Kind haben möchte, das ihre lesbische Mitbewohnerin Anna austragen soll. Als Hector bei seiner Arbeit auf seine Jugendliebe Louise trifft, gerät er in einen Konflikt, da er sich erneut in sie verliebt und mit ihr eine Affäre anfängt, allerdings auch nicht Jérémie verlieren will.

## Handlung
Hector, der als Arzt in einer Notaufnahme arbeitet, ist seit fünf Jahren mit dem Metzger Jérémie zusammen. Die beiden haben eine lesbische Mitbewohnerin, die Übersetzerin Anna. Die drei fahren zusammen in eine Befruchtungsklinik nach Brüssel, da Anna ein Kind für ihre beiden Freunde austragen soll. Vorher behandelt Hector bei seiner Arbeit seine Jugendliebe Louise, die er seit zwanzig Jahren nicht mehr gesehen hat.
Eine Woche später trifft sich Hector mit Louise in ihrer Bar, wo es zum Sex zwischen den beiden kommt. Nach einem erneuten Treffen kommt er nach Hause und erfährt von Jérémie und Anna, dass die Befruchtung nicht erfolgreich war. Nach einem Mittagessen, bei dem Hector gegenüber Louise und ihren Freunden zugibt, in der Vergangenheit auch mit Männern geschlafen zu haben, will Louise nichts mehr von ihm wissen, trifft sich aber wenig später dennoch weiter mit ihm.
An Hectors Geburtstag will er mit Jérémie und Anna gemeinsam in einem Restaurant feiern, allerdings befindet sich Louise ebenfalls dort, weswegen er sich auf der Damentoilette einschließt und Jérémie per SMS mitteilt, dass er länger arbeiten müsse und nicht kommen könne, danach geht er unerkannt. Einige Tage später eröffnet ihm Louise, schwanger zu sein.
Bald darauf begegnet Hector Louises jungem Sohn Benjamin, der eigentlich bei seinem Vater in Québec wohnt, während des Studiums an der Universität Straßburg aber bei seiner Mutter wohnen wird, nach anfänglichen Schwierigkeiten findet Hector einen Draht zu ihm. Louise wird mit einer Blutung von Hector ins Krankenhaus gebracht, die aber nur ein harmloses Spotting ist. In der Klinik kreuzen sich beinahe die Wege von Jérémie und Louise, was Hector jedoch mit seinen Kollegen Françoise und Malik verhindern kann.
Sein Doppelleben belastet Hector zusehends, da er weder auf Jérémie noch auf Louise verzichten will und ständig zwischen ihnen pendeln muss. Unterdessen findet die nun schwangere Anna per Profil auf einer Singlebörse eine neue Freundin namens Marie. Jérémie verletzt sich bei der Arbeit mit einem Hackbeil und wird zu Hector gebracht. Dort entschuldigt er sich für eine Untreue, da Anna sich nicht wie vorher behauptet nur mit seinem Sperma befruchtet, sondern betrunken mit ihm geschlafen hat. Dies bewegt Hector dazu, Jérémie und Louise aneinander vorzustellen.
Durch Hectors Erklärung setzen bei Louise die Wehen ein, weswegen sie von Hector, Jérémie und Anna ins Krankenhaus gebracht wird. Auf dem Weg dorthin wird die Straße blockiert, weswegen Louise mit der Hilfe von Jérémie und einem Apotheker das Kind zur Welt bringen muss. Nach der Geburt wird Hector sowohl von Louise als auch von Jérémie verlassen. Drei Monate später hat Louise Schwierigkeiten als alleinerziehende Mutter ihres Sohnes Serge, weswegen sie für einige Tage bei Jérémie, Anna und ihrer Tochter Odette übernachten darf. Hector, der nicht mehr arbeitet, wohnt bei Françoise, die Sex mit Malik hat, für den sie die ganze Zeit schwärmte, was für sie aber nicht zufriedenstellend ist. Benjamin entwendet nach einem Treffen mit Hector Louises Handy und schreibt ihm in ihrem Namen eine SMS, was dazu führt, dass Louise und Hector sich erneut treffen und sie ihn zu sich nach Hause einlädt, wo er zum ersten Mal seinen Sohn trifft und sich mit ihr verträgt. Einige Tage darauf fühlt sich Jérémie einsam und sucht Trost bei Louise, geht aber, als er Hector hört, dieser folgt ihm in eine Schwulenbar, wo sie sich küssen. Nach zwei Wochen verbringen Hector, Jérémie, Louise, Anna und Marie mit den Kindern gemeinsam das Wochenende auf dem Land. Am Ende der Serie wird Hector von Jérémie und Louise gefragt, bei welchem von den beiden er schlafen wird, was aber unbeantwortet bleibt.

## Besetzung
Die Synchronisation der Serie wurde bei der DMT nach einem Dialogbuch und unter der Dialogregie von Detlef Klein erstellt.
| Rolle     | Darsteller           | Synchronsprecher |
| --------- | -------------------- | ---------------- |
| Hector    | François Vincentelli | Sascha Draeger   |
| Louise    | Julia Faure          | Rubina Kuraoka   |
| Jérémie   | Olivier Barthélémy   | Peter Lontzek    |
| Anna      | Camille Chamoux      | Tanja Geke       |
| Françoise | Catherine Salée      | Arianne Borbach  |
| Marie     | Yelle                | Daniela Hoffmann |
| Malik     | Larouci Didi         | Jaron Löwenberg  |
| Benjamin  | Robin Egloffe        | Dirk Stollberg   |

## Rezeption
„Die Situation mag haarsträubend absurd sein, aber das ändert nichts daran, dass die Figuren irgendwie damit umgehen müssen. Nach 90 Minuten gibt es hier keine billige Pointe und eine Scheinlösung, die alle glücklich lachen lässt. Nach 90 Minuten gibt es hier die Explosion aller Lügen, die alle Figuren mit einem Scherbenhaufen zurücklässt – und mit weiteren 45 Minuten, in denen sie irgendwie damit umgehen müssen. Dass sich in diesem Moment nochmal neue und überraschende Konstellationen in diesem Geflecht bilden, zeigt, dass sich ein Weiterdenken mit mehr Laufzeit durchaus lohnt.
Und so wird aus einem eigentlich recht formelhaft angelegten Film erst eine charmante und erfrischend andere Dramödie – und schließlich sogar so etwas wie ein genuiner Avantgarde-Film. Denn gerade in dem kulturellen Moment, wo die Liberalisierung der Liebe in bürgerlicher Homo-Ehe und drolligem Patchwork zu versumpfen droht (…) just in diesem Moment feiert Ich liebe euch die eigentliche Freiheit, für die die LGBTQ-Community immer gekämpft hat: Die Freiheit zur süßen Unsicherheit, zur Liebe als Tohuwabohu, zum romantischen Chaos.“

Marcel Kawentel befand in der Neuen Osnabrücker Zeitung, dass die Serie weder „etwas Neues erzähle“ noch eine „neue Form für das Alte“ fände. Zwar klinge die Figurenkonstellation mit der Dreiecksbeziehung zwischen Hector, Jérémie und Louise modern, allerdings sei die Umsetzung durch den Regisseur Michel und die Drehbuchautoren Joyard und Larcher bieder. Der erste Teil der Serie wirke wie eine „Soap mit angezogener Handbremse“, während der zweite Teil „Allgemeinsplätze der Verwechslungskomödie“ durchhechle. Erst dem dritten Teil gelinge es, durch den Blick auf Jérémies und Louises Alltag nach der Trennung von Hector emotionale Teilnahme zu erzeugen. Allerdings bleiben sowohl Hector aufgrund seiner Eitelkeit und Unentschlossenheit als auch die Inszenierung, die sich nicht zwischen Komödie und Tragödie entscheiden könne, unzugänglich.
Martine Delahaye war in der Le Monde der Ansicht, dass die Serie, die sie als „romantische Dramedy“ beschrieb, eine schöne Überraschung sei. Ich liebe euch! sei deshalb so charmant, da sie soziale Themen auf eine lockere Art und Weise behandle. Der Aufbau, Ton, die Leistung der Darsteller sowie die Dialoge passten in jeder Szene perfekt. Diese Art der Produktion vermittle den Eindruck, als hätten sich der Regisseur und die Drehbuchautoren zusammengetan, um die Anziehungskraft der Figuren „explodieren“ zu lassen sowie eine „sentimentale Ader ohne Zynismus oder Hemmungen“ zu erkunden.
Stéphanie Guerrin schrieb im Le Parisien, dass Ich liebe euch! eine moderne und überraschende Miniserie sei. Die Produktion, die sich vor allem als Liebeskomödie auszeichne, spreche mit Kühnheit und ohne jegliche Tabus Sujets wie Homo- und Bisexualität sowie homosexuelle Elternschaft an. Diese Herausforderung sei deshalb geglückt, weil die Serie die Zuschauer durch „extrem gute“ Darsteller berühre. Guerrin hob dabei vor allem die Leistung von François Vincentelli hervor, der noch nie eine ähnliche Rolle gespielt habe und auch noch nie so überzeugend gewesen sei. Auch die drei anderen Hauptdarsteller Olivier Barthélémy, Julia Faure und Camille Chamoux seien „umwerfende Geheimtipps“, dieses Schauspieler-Quartett daher ein „echter Gewinn“.